# Піддуб'я
Піддуб'я (біл. вёска Поддубье) — село в складі Смолевицького району Мінської області, Білорусь. Село підпорядковане Жодинській сільській раді, розташоване в центральній частині області.